# Józef Celmajster

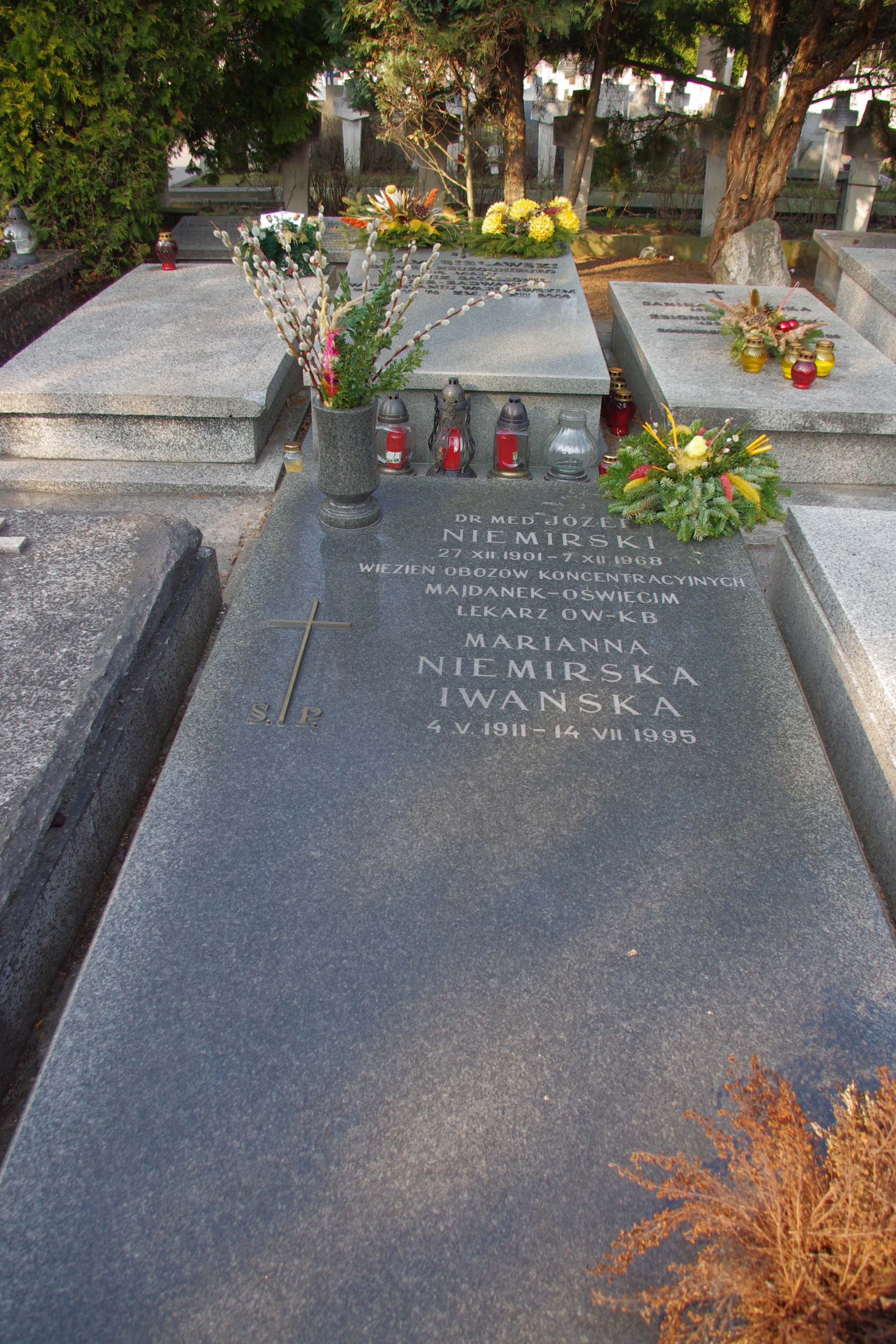
Grób Józefa Celmajstera na Cmentarzu Wojskowym na Powązkach w Warszawie

Józef Celmajster, po wojnie Józef Niemirski (ur. 27 grudnia 1901, zm. 7 grudnia 1968 w Warszawie) – polski lekarz pochodzenia żydowskiego, porucznik Wojska Polskiego, w czasie II wojny światowej rzekomy szef departamentu medycznego Żydowskiego Związku Wojskowego w getcie warszawskim oraz OW-KB.

## Biografia w świetle relacji Celmajstera i Bednarczyka
Absolwent Uniwersytetu Wileńskiego z 1933 r. Podczas kampanii wrześniowej lekarz szpitala polowego nr 205. Po utworzeniu getta, działacz Żydowskiego Związku Wojskowego, twórca służby sanitarnej organizacji oraz łącznik z tzw. komórką „W” – OW-KB. Zarówno przed powstaniem w getcie jak i w trakcie działał jako lekarz. Opatrywał między innymi uczestników bitwy na placu Muranowskim. 9 maja 1943 r., po wykryciu bunkra na ul. Świętojerskiej został deportowany do obozu koncentracyjnego w Oświęcimiu. 

## Kontrowersje
Relacje i fragmenty wojennego życiorysu przedstawione przez Celmajstera, zakwestionowali w 2012 roku historycy Dariusz Libionka i Laurence Weinbaum w książce Bohaterowie, hochsztaplerzy, opisywacze. Wokół Żydowskiego Związku Wojskowego. Podali oni w wątpliwość nie tylko relacje Celmajstera, ale także innych związanych z Korpusem Bezpieczeństwa postaci w tym Tadeusza Bednarczyka, Henryka Iwańskiego, Kałmena Mendelsona czy Władysława Zajdlera.

## Okres powojenny
Po wojnie pracował jako lekarz. Kawaler Orderu Polonia Restituta. Pochowany na Cmentarzu Wojskowym na Powązkach w Warszawie (kwatera 28B-1-24).  